# Ruine Madeln
Die Ruine Madeln ist die Ruine einer Höhenburg bei Pratteln.

## Geschichte
Die Burg wurde wahrscheinlich im Jahr 1270 von den Herren von Eptingen auf der höchsten Stelle des Adlerbergs, eine Erhebung zwischen Frenkendorf und Pratteln, erbaut. Dafür legten sie eine große Befestigungsanlage an, mit einem doppelten Wall und Graben. Auf dieser Fläche legten die Eptinger einen Palas an.
Der letzte Besitzer war wahrscheinlich Ritter Werner von Eptingen-Madeln, dessen Burg während des großen Basler Erdbebens im Jahr 1356 zerstört wurde. Im Gegensatz zum benachbarten Schloss Pratteln, welches von den Eptingern wieder aufgebaut wurde, überließ man die Burg Madeln der Natur. Während im 16. Jahrhundert vom Palas vier Stockwerke übrig waren, fand man schon im 18. Jahrhundert nur noch wenige Spuren. 1939 fanden Soldaten, während der Arbeit am Artilleriebeobachtungsbunker Adler Süd, zwei Mauerzüge der Ruine. Darauf wurde bis ins Jahr 1940 große Teile der Ruine freigelegt, wobei man zahlreiche Fundstücke fand, so zum Beispiel zwei gut erhaltene Topfhelme. 1943 wurde die Ruine wieder mit Erde zugeschüttet, um sie vor dem Verfall zu bewahren.

## Der Madlenjäger
Die Sage vom Madlenjäger stellt eine Variante der wilden Jagd dar und wurde als Vorbote von Sturmwetter gedeutet. Gemäß der Sage hat der Ritter vom Madlen jenen der Schauenburg erschlagen um seine Frau zu rauben. Als Strafe müsse er nun mit seinem weißen Jagdhund weiter im Wald des Adlerbergs jagen.